# Argentijnse Zee
De Argentijnse Zee is een randzee binnen het continentaal plat (Patagonisch Plat) van het vasteland van Argentinië. De zee bevindt zich in het zuidelijke deel van de Atlantische Oceaan voor de oostkust van Argentinië en strekt zich uit van de Montevideo, de hoofdstad van Uruguay, tot Vuurland. De zee ligt 800 kilometer ten noorden van Antarctica. Ten zuiden van de zee ligt de Scotiazee. De oppervlakte van de zee bedraagt ongeveer 1.000.000 km² en het is hiermee een van de grootste zeeën ter wereld. De gemiddelde diepte is 1.205 meter en het diepste punt ligt op 2.224 meter. Het zoutgehalte bedraag 3,5%. 
De Argentijnse Zee wordt steeds breder in zuidelijke richting, in tegenstelling tot de versmalling van de continentale massa. De zeebodem loopt af met een reeks in oostelijke richting steeds dieper wordende plateaus. Vanwege deze plateaus is de Argentijnse Zee morfologisch vergelijkbaar met een deel van Patagonië. Het Britse overzeese gebiedsdeel de Falklandeilanden ligt ook binnen de Argentijnse Zee. 